# New Orleans Jazz And Heritage Festival 1976
New Orleans Jazz And Heritage Festival 1976 (ニューオーリンズ・ジャズ・アンド・ヘリテッジ・フェスティバル1976)は、1976年のニューオーリンズ・ジャズ&ヘリテッジ・フェスティバルのライヴ演奏を収録したアルバム。1976年、アイランド・レコードより2枚組のLPとしてリリースされている。

## 概要
1970年に始まったニューオリンズ最大の音楽フェスティバルのライヴ・アルバムだが、一部フェスティバル以外の音源も収録されている。冒頭を飾るアラン・トゥーサンの演奏はフェスティバル直前の船上でのライヴを記録したものであり、またアール・キング、リー・ドーシーに至ってはシーセイント・スタジオでのスタジオ録音に歓声をオーバーダブした疑似ライヴとなっている。
アーマ・トーマスについては、同じ公演が単独のライヴ・アルバムとしてもリリースされている。本作は3曲の収録となっているが、単独盤についてはこれら3曲を含め、全10曲が収録されている。
「ジャズ・フェスティバル」を謳ってはいるものの、収録されているのはR&Bあるいはブルースのアーティストであり、ジャズのアーティストは含まれていない。
CDは1990年、ライノ・エンタテインメントよりリリースされている。CD 1枚に収録されているが、内容に変更はない。ジャケット・デザインは一新されている。

## 収録曲
Side 1
1. Allen Toussaint - "High Life" (Allen Toussaint)
2. Allen Toussaint - "Sweet Touch Of Love" (Allen Toussaint)
3. Allen Toussaint - "Play Something Sweet" (Allen Toussaint)
4. Allen Toussaint - "Shoorah, Shoorah" (Allen Toussaint)
5. Allen Toussaint - "Freedom For The Stallion" (Allen Toussaint)

Side 2
1. Lee Dorsey - "Workin' In A Coal Mine" (Allen Toussaint)
2. Lee Dorsey - "Holy Cow" (Allen Toussaint)
3. Ernie K-Doe – “Ain't It The Truth” (Ernie K-Doe)
4. Ernie K-Doe – “Mother-In-Law” (Allen Toussaint)
5. Robert Parker – “Barefootin’” (Robert Parker)
6. Robert Parker – “Country Side of Life” (Robert Parker)

Side 3
1. Irma Thomas - "You Can Have My Husband But Please Don't Mess With My Man" (Dorothy La Bostrie)
2. Irma Thomas - "Cry On" (Naomi Neville)
3. Irma Thomas - "I Done My Part" (Naomi Neville)
4. Earl King - "Mama & Papa" (E.K. Johnson)
5. Earl King - "Trick Bag" (E.K. Johnson)

Side 4
1. Lightnin' Hopkins - "Mojo Hand" (Lightnin' Hopkins)
2. Lightnin' Hopkins - "Baby Please Don’t Go" (Lightnin' Hopkins)
3. Lightnin' Hopkins - "All Night Long" (Lightnin' Hopkins)
4. Professor Longhair - "Tipitina" (Roy Byrd)
5. Professor Longhair - "Mardi Gras In New Orleans" (Roy Byrd)

- A1～5: 1976年4月9日、リバーボート・プレジデント録音
- B3～4、C1～3、D1～5: 1976年4月11日、ニューオーリンズ・フェアグラウンズ競馬場録音
- B1～2、C4～5: 1976年9月11日、シーセイント・スタジオ録音
- B5～6: 1976年9月26日、シーセイント・スタジオ録音